# Gaia (cantante)
Gaia, pseudonimo di Gaia Gozzi (Guastalla, 29 settembre 1997), è una cantautrice italiana con cittadinanza brasiliana.
Ha raggiunto la notorietà dopo aver partecipato nel 2016 alla decima edizione del talent show X Factor, in cui si è classificata seconda, e nel 2019 ha partecipato alla diciannovesima edizione del talent show Amici di Maria De Filippi, in cui ha ottenuto la vittoria finale e il premio TIM Music per il brano Coco Chanel.

## Biografia

### Primi anni
Nata nel 1997 a Guastalla, in provincia di Reggio Emilia, da madre brasiliana, Luciana Piza Toledo, e da padre italiano, Dario Gozzi, è cresciuta insieme alle sorelle Frida e Giorgia e allo zio a Viadana, in provincia di Mantova. Oltre a quella italiana possiede la cittadinanza brasiliana e parla correntemente il portoghese. Ha iniziato a cantare all'età di sei anni, oltre ad aver cantato e suonato la chitarra in alcune band di amici durante l'adolescenza.

### 2016-2017: partecipazione aX Factor 10eNew Dawns
Nel 2016 ha partecipato come concorrente alla decima edizione del talent show musicale X Factor, entrando a far parte del team di Fedez e classificandosi seconda. Ha pubblicato così l'EP New Dawns, contenente il singolo omonimo, certificato disco d'oro dalla FIMI, oltre a diversi rifacimenti.
Nel 2017 ha prestato la voce nella sigla della serie animata Miraculous - Le storie di Ladybug e Chat Noir con il collega Briga. Nello stesso anno ha aperto i concerti di Giorgia dell'Oronero tour e pubblicato il singolo Fotogramas.

### 2019-2020: vittoria adAmici 19eGenesi
Nel 2019 ha partecipato ai casting della diciannovesima edizione del talent show musicale Amici di Maria De Filippi, accedendo poi alla fase iniziale. Nel corso del programma è arrivata a scrivere e comporre diversi brani, che ha poi racchiuso nell'album di debutto Genesi, pubblicato il 20 marzo 2020 dall'etichetta Sony Music e raggiunto la quinta posizione della classifica FIMI Album. Il 28 febbraio ha ottenuto l'accesso alla fase serale del programma e il 3 aprile seguente è arrivata in finale, uscendone vincitrice. Nel corso del programma si è esibita con i brani Chega, Coco Chanel e Fucsia esordienti nelle settimane precedenti nella classifica italiana, oltre ai brani Calma (la reinterpretazione di Chega in italiano), Densa e Mina (reinterpretazione in portoghese di Densa).
Il 22 maggio 2020 ha pubblicato la riedizione dell'album in formato fisico, intitolato Nuova Genesi, portando l'album alla terza posizione della classifica FIMI, sostenuto dal singolo Chega, il quale ha ricevuto la certificazione per il doppio disco di platino dallo stesso ente. Poco dopo anche il disco Nuova Genesi ha ottenuto il disco d'oro. Dal 15 maggio al 5 giugno ha partecipato come concorrente alla prima edizione del talent show Amici speciali, spin-off di Amici condotto da Maria De Filippi. Il 21 agosto è uscito il secondo singolo dell'album Coco Chanel, che ha poi ottenuto il disco d'oro.

### 2020-2023: primo Sanremo eAlma
Nel marzo 2021 ha partecipato per la prima volta in gara al 71º Festival Sanremo con il brano Cuore amaro, primo estratto dal secondo album in uscita. Dopo essersi classificata al diciannovesimo posto nella classifica generale del festival, ha collaborato nella traccia Luna, facente parte dell'album omonimo di Madame. Nell'aprile 2021 è stata presente nel brano Mare che non sei di Rkomi.
Nel 2021 la rivista Forbes Italia l'ha inserita tra gli under 30 italiani che avranno maggiore impatto nel futuro per la categoria musica. Il 14 maggio è uscito il suo nuovo singolo Boca in collaborazione con Sean Paul, secondo estratto dal secondo album. Il 1º luglio seguente ha dato al via alla sua prima tournée nazionale Finalmente in tour. Il 1º ottobre è stato pubblicato il singolo Nuvole di zanzare, anticipazione del nuovo album Alma.
Il secondo progetto discografico, Alma, che ha visto la partecipazione di Francesca Michielin, Gemitaiz, Margherita Vicario, Tedua, Selton e Sean Paul, è stato pubblicato il 29 ottobre 2021. Il disco ha poi raggiunto la diciottesima posizione della classifica Top Singoli, stilata dalla FIMI. Il 18 novembre è uscito il brano natalizio What Christmas Means to Me (versione metà in inglese e metà in portoghese dell'omonimo brano di Stevie Wonder), distribuito in anteprima su Amazon Prime Music il 1º ottobre, e poi su tutte le altre piattaforme digitali. Il singolo è stato certificato disco d'oro nell'anno successivo per aver superato le 50 000 copie vendute.

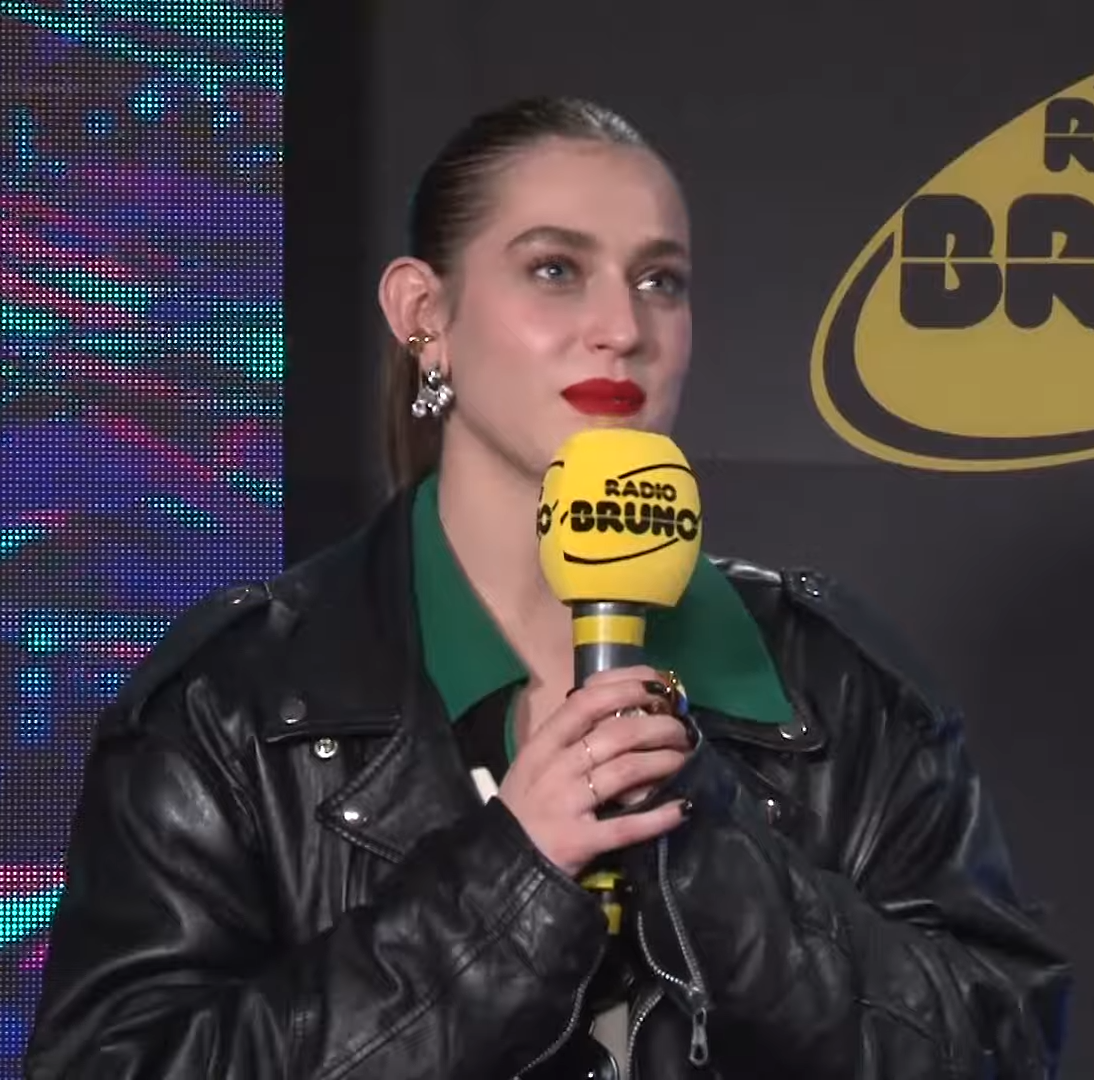
Gaia intervistata nel febbraio 2022

Dal 24 gennaio al 3 febbraio 2022 si è svolto da Torino a Roma l'Alma tour 2022, seguito da l'Alma tour 2023 dal 21 marzo al 5 aprile 2023 da Pozzuoli (NA) a Roma, entrambe tournée nei club italiani.
Nel 2022 e nel 2023 ha preso parte a vari progetti musicali di artisti italiani di grande rilievo: Mosaici di Carl Brave con Sick Luke, Così non va di The Night Skinny con Rkomi, Bnkr44, Madame ed Elisa, Bastava la metà di Ernia con Guè, Fé con Stabber, Morto d'amore di Dylan, Non ti vado via di Aiello, Robot con North of Loreto e Mecna e Lento lento lento di VV.

### 2023-2024: collaborazioni e progetti inediti
Il 24 marzo 2023 ha pubblicato il singolo Estasi, con il quale si è esibita nella seguente estate in giro per tutta Italia, al quale ha fatto seguito Tokyo, singolo uscito il 10 novembre 2023, che ha riscosso un enorme successo radiofonico raggiungendo la prima posizione della classifica Earone.
Il 7 novembre 2023 è stato annunciato il suo opening act per tutte le date (ad eccezione della prima data a Napoli, nella quale non è stata presente a causa di impegni lavorativi con la The Walt Disney Company per il film Wish) dell'Elodie Show 2023, tour dell'omonima amica e collega in tutti i più importanti palazzetti d'Italia: otto date sold out tra Napoli, Milano, Roma e Firenze. Nello stesso anno ha aperto i concerti del Dirt Femme tour di Tove Lo a Milano.
Il 21 dicembre 2023 è uscito al cinema il film Wish, che celebra i cento anni della The Walt Disney Company nel quale Gaia ha preso parte sia per quanto riguarda la colonna sonora (da lei interamente interpretata) che per il doppiaggio della protagonista Asha, insieme ad Amadeus. In particolare il brano Un sogno splende in me è uscito come singolo.
Il 9 febbraio 2024 ha partecipato al 74º Festival di Sanremo nella quarta serata dedicata alle cover, in duetto con la cantante in gara BigMama, insieme a La Niña e Sissi (da Amici 21) cantando il brano Fa strano (Lady Marmalade), pubblicato il 22 marzo successivo. Il 17 marzo, insieme al ballerino Mattia Zenzola, è tornata ad Amici per presentare Amici - Verso il serale, puntata speciale in cui ha raccontato la sua esperienza all'interno del talent ai concorrenti della ventitreesima edizione, promossi alla fase serale del programma. Il 12 aprile è uscito il suo nuovo singolo Dea saffica. Il 22 maggio è stata pubblicata la sua collaborazione con Tony Effe nel singolo Sesso e samba, che ha poi raggiunto la vetta della classifica Top Singoli e premiato con quattro dischi di platino.
Dal 14 giugno al 29 agosto 2024 si è svolto da Bologna a Porto Santo Stefano, frazione di Monte Argentario (GR) il Gaia Summer tour 2024, il suo tour estivo. Il 3 settembre ha vinto il premio FIMI al Power Hits Estate 2024, successivamente anche il premio hitmaker dell'anno ai Billboard Italia Women in Music.

### 2025-presente: secondo Sanremo eRosa dei venti
Nel febbraio 2025 ha partecipato per la seconda volta in gara al 75º Festival di Sanremo con il brano Chiamo io chiami tu, classificatosi al ventiseiesimo posto al termine della manifestazione. Il brano ha poi raggiunto la nona posizione della classifica Top Singoli e in seguito certificato disco d'oro. Il 14 febbraio, nella quarta serata dedicata alle cover, ha duettato con Toquinho cantando il brano La voglia, la pazzia di Ornella Vanoni, classificatosi al ventiduesimo posto.
Il 21 marzo 2025 ha pubblicato il suo terzo album in studio Rosa dei venti, che ha poi esordito alla sesta posizione della classifica FIMI Album. Dal 25 maggio al 13 settembre, da Bitonto (BA) a Cuneo, si svolge la tournée Gaia Live Summer 2025, preceduta il 7 maggio dal concerto evento al Fabrique di Milano.

## Vita privata
Dal 2021 al 2024 è stata legata sentimentalmente al produttore musicale, bassista e autore Daniele Dezi, in arte Orang3, già padre di una figlia.

## Stile e influenze musicali
Dedita alla musica fin da piccola, Gaia ha rivelato di essersi maggiormente ispirata a diverse artiste internazionali, tra cui Caetano Veloso, Criolo, Goldfrapp, Lorde, Lykke Li, Maria Gadú, Marisa Monte e Nina Simone, e italiane, tra cui Elisa, Emma e Giorgia. I suoi lavori attingono dal genere pop, urban e alla musica latino-americana.

## Discografia
- 2020 – Genesi
- 2021 – Alma
- 2025 – Rosa dei venti

## Tournée

### Artista principale
- 2021 – Finalmente in tour
- 2023 – Alma tour
- 2024 – Gaia Summer tour 2024
- 2025 – Gaia Live Summer 2025

### Artista d'apertura
- 2017 – Oronero tour di Giorgia
- 2023 – Elodie Show 2023 di Elodie
- 2023 – Dirt Femme tour di Tove Lo

## Programmi televisivi
- X Factor 10 (Sky Uno, 2016) - concorrente
- Amici di Maria De Filippi 19 (Canale 5, 2019-2020) - concorrente, vincitrice
- Amici speciali (Canale 5, 2020) - concorrente
- Amici - Verso il serale (Canale 5, 2024) - co-conduttrice

## Partecipazioni a manifestazioni canore
- Festival di Sanremo (Rai 1)
  - 2021 – 19º posto sezione "Campioni" con Cuore amaro
  - 2025 – 26º posto sezione "Campioni" con Chiamo io chiami tu

## Doppiaggio
- Asha in Wish (2023)

## Riconoscimenti
- Amici di Maria De Filippi
  - 2020 – Vincitrice della diciannovesima edizione nella categoria "Canto"[101]
  - 2020 – Premio TIM Music per Coco Chanel[102]
- Billboard Italia Women in Music
  - 2024 – Premio hitmaker dell'anno[82]
- Forbes Italia
  - 2021 – Inserimento tra gli under 30 italiani di maggiore impatto nel futuro nella categoria "Musica"[42][43]
- Music Awards
  - 2024 – Premio singolo multiplatino per Sesso e samba (con Tony Effe)[103]
- RTL 102.5 Power Hits Estate
  - 2024 – Premio FIMI per Sesso e samba (con Tony Effe)[81]